# 柴田雅人
柴田 雅人（しばた まさと、1948年11月27日 - ）は、内閣総務官や内閣府審議官、北方対策本部副本部長等を務めた。退官後は内閣府経済社会総合研究所顧問を経て、社団法人国民健康保険中央会理事長兼社団法人全国保健センター連合会副会長。

## 人物
東京都出身。東京都立戸山高等学校を経て、1974年 一橋大学法学部を卒業し、厚生省入省。障害者・高齢者施策、少子化対策にたずさわる。
2003年に内閣総務官就任。同年10月の衆議院解散の際には、閣議決定後、皇居に赴き、天皇から解散詔書に署名押印を受け、裁可を得、その後総理大臣官邸で小泉純一郎総理の副署を得、衆議院議長応接室で待機していた福田康夫内閣官房長官に解散詔書の伝達書を届けた。
2005年の終戦の日に村山内閣総理大臣談話「戦後50周年の終戦記念日にあたって」以来10年ぶりに小泉内閣総理大臣の談話の発表がなされた際には、二橋正弘内閣官房副長官らとともに、事前の水面下での調整にあたった。
2005年11月に皇室典範に関する有識者会議が女性・女系天皇を容認をする最終報告書を出したのを受けて内閣官房に設置された皇室典範改正準備室の室長に就任し、皇室典範改正案の準備にあたった。
局長級の内閣府政策統括官を経て、2008年次官級の審議官である沖縄及び北方対策担当の内閣府審議官として沖縄政策等を担当した。
2009年7月に退官し、同年8月29日付で社団法人国民健康保険中央会理事長に就任した。理事長就任の経緯は、次のようなものである。社団法人国民健康保険中央会理事長を務めていた多田宏（元厚生事務次官）が健康上の理由で任期途中で理事長を退任するため、2009年、社団法人国民健康保険中央会は官民人材交流センターに求人を出していた。一方、柴田も、官民人材交流センターに登録をしていた。その後官民人材交流センターのあっせんが行われ、同年8月28日に社団法人国民健康保険中央会の臨時理事総会が開催され、柴田が理事長に選任・選定された。国民健康保険中央会の歴代の理事長は旧厚生省出身の事務次官級ポスト経験者であり、柴田も厚生省出身の事務次官級ポスト経験者であった。しかし、第45回衆議院議員総選挙で与党となった民主党は「天下り」の全面禁止をマニフェストに掲げていた。そのため民主党政権前の「駆け込み天下り」と揶揄されたものの、舛添要一厚生労働大臣は、2009年9月1日の閣議後の記者会見において「基本的に空白をつくれないということでルーティンでやっている」と述べ、「駆け込み天下り」との見方については「誤解だ」と否定した。
2023年、瑞宝重光章受章。

## 略歴
- 1948年 東京都生まれ。その後東京都立戸山高等学校卒業。
- 1973年 国家公務員採用上級甲種（法律）試験合格
- 1974年 一橋大学法学部卒業後、厚生省入省。その後三重県老人福祉課長、厚生大臣官房政策課企画官等を務めた。
- 1991年 内閣官房内閣参事官
- 1993年 厚生省児童家庭局母子福祉課長
- 1994年 厚生省児童家庭局保育課長
- 1995年 厚生省社会・援護局施設人材課長
- 1996年 厚生省保険局国民健康保険課長
- 1998年 厚生省保険局企画課長
- 2001年 内閣官房内閣総務官室内閣審議官
- 2003年 内閣官房内閣総務官室内閣総務官
- 2005年 内閣官房内閣総務官室皇室典範改正準備室長 併任
- 2006年 内閣府政策統括官（共生社会政策担当） 兼 内閣府少子化対策推進室長 兼 内閣府自殺対策推進室長
- 2008年 内閣府審議官（沖縄及び北方対策担当） 兼 北方対策本部北方対策副本部長
- 2009年7月 退官、内閣府経済社会総合研究所顧問
- 2009年8月29日 社団法人国民健康保険中央会理事長
- 2009年11月 厚生労働省社会保障審議会医療保険部会臨時委員
- 2010年 特定非営利活動法人日本慢性疾患セルフマネジメント協会理事
- 2018年 一般財団法人日本民間公益活動連携機構専務理事・事務局長[11][12][13]
社団法人全国保健センター連合会副会長（非常勤）、財団法人健康・体力づくり事業財団評議員、社会保障審議会医療保険部会委員、地方職員共済組合団体共済部理事

## 著作
- 「医療保険制度の現状と課題 (「医療・年金・介護等の現状と将来」特集) -- (医療等現状編)」週刊社会保障. 54 (通号 2098) [2000.8.7・14]
- 「医療保険の現状と課題 (社会保障読本1999年版) -- (医療等現状編)」週刊社会保障. 53 (通号 2049) [1999.08.16]
- 「説明 企画課--医療保険抜本改革は四本柱 (特報 平成11年度の社会保障行政で説示・説明--全国保険・国民年金主管課(部)長会議開く) -- (保険局関係)」週刊社会保障. 53 (通号 2024) [1999.02.08]
- 「医療保険の現状と課題 (社会保障読本1998年版--医療・年金・福祉等の現状と将来特集) -- (医療等現状編)」週刊社会保障. 52(1999) [1998.08.10]
- 「国民健康保険の現状と課題 (社会保障読本1997年版--保険・年金・医療・福祉等の現状と将来特集) -- (保険等現状編)」週刊社会保障. 51(1950) [1997.08.11]
- 「全国国民健康保険主管課長会議より 国民健康保険の基本事項」国民健康保険. 48(4) [1997.04]
- 「国民健康保険の現状と課題 (社会保障読本1996年版--保険・年金・医療・福祉等の現状と将来特集)」週刊社会保障. 50(1899) [1996.08.12]
- 「保育行政の現状と展望 (平成6年度乳幼児保健講習会)」日本医師会雑誌. 114(4) [1995.08.15]
- 「成立した老人保健法について--保健事業を中心として」健康保険. 36(10) [1982.10]
- 「成立した老人保健法について--保険者拠出金を中心として」健康保険. 36(9) [1982.09]
- 「健康保険法等の改正--初診時800円に,家族給付は8割にアップ・健康保険法等の一部を改正する法律(55.12.10公布,法律第108号)」時の法令. (通号 1104) [1981.04.03]